# Бенет Спрингс (Мисури)
Бенет Спрингс (енгл. Bennett Springs) насељено је место без административног статуса у америчкој савезној држави Мисури.

## Демографија
По попису из 2010. године број становника је 130.
| Група             | 2000.    | 2010.       |
| Белци             | 0 (0,0%) | 123 (94,6%) |
| Афроамериканци    | 0 (0,0%) | 0 (0,0%)    |
| Азијати           | 0 (0,0%) | 2 (1,5%)    |
| Хиспаноамериканци | 0 (0,0%) | 1 (0,8%)    |
| Укупно            | 0        | 130         |